# Séisme de novembre 2012 en Birmanie
Le séisme de 2012 en Birmanie est un séisme de 6,8 de magnitude ayant eu le 11 novembre 2012 en Birmanie. Son épicentre est situé près de la ville de Male, à 52 km au nord-est de Shwebo, à 64 km à l'ouest de Mogok et à 120 km au nord de Mandalay.